# Perry Richardson Bass
Perry Richardson Bass (Wichita Falls, 11 de noviembre de 1914-Fort Worth, 1 de junio de 2006) fue un empresario e inversor estadounidense. Heredero de una inmensa fortuna, fue regatista y deportista durante su etapa universitaria y supo levantar un emporio empresarial.

## Biografía
Perry Richardson Bass nació el 11 de noviembre de 1914 en Wichita Falls, Texas. Fue educado en The Hill School, en Pottstown, Pensilvania. Graduado por la Universidad Yale en New Haven, Connecticut con un B.Sc. en Geología en 1937.
Se casó con Nancy Lee Bass en 1941 y tuvieron cuatro hijos: Sid, Lee, Ed y Robert Bass. Murió el 1 de junio de 2006 en Fort Worth, Texas, a los 91 años de edad.

## Carrera
Trabajó para su tío, Sid W. Richardson, un rico petrolero y gran propietario durante las décadas de 1940 y 1950. A la muerte de su tío,  heredó su petróleo y sus empresas y ranchos, valorados en muchos millones de dólares.

## Filantropía
A raíz de sus acertadas inversiones, Perry Bass alcanzó una fortuna valorada en $1.000 millones de dólares en 2005 y era el 746.º ciudadano estadounidense más rico. También se convirtió en un filántropo. El Nancy Lee and Perry R. Bass Performance Hall de Fort Worth, Texas es resultado de una donación de la familia. Además, en 1991,  donó $1 millón a cincuenta instituciones diferentes. El Perry R. Bass Marine Fisheries Research Center de Palacios, Texas, también lleva su nombre como reconocimiento.
Con su mujer,  ha donado obras de arte al Kimbell Museo de Arte en Fort Worth. La colección incluye Street in Saintes-Maries-de-la-Mer and Enclosed Field with Plowman de Vincent van Gogh, así como Plato de fruta, botella y guitarra, de Pablo Picasso. También incluye pinturas de Claude Monet, Camille Pissarro, Pierre-Auguste Renoir, Édouard Vuillard, Pierre Bonnard, Henri Matisse, Joan Miró, Fernand Léger, Marc Chagall y Mark Rothko, así como esculturas de Auguste Rodin, Aristide Maillol y Simon Segal.

## Deportista
Perry construyó su propia embarcación de madera, de la clase Snipe, mientras estudiaba en Yale y ganó el campeonato mundial en 1935. Fue el táctico de Ted Turner a bordo del "American Eagle" que ganó el Southern Ocean Racing Circuit y la Regata Sídney-Hobart en 1972.